# Naveen Patnaik

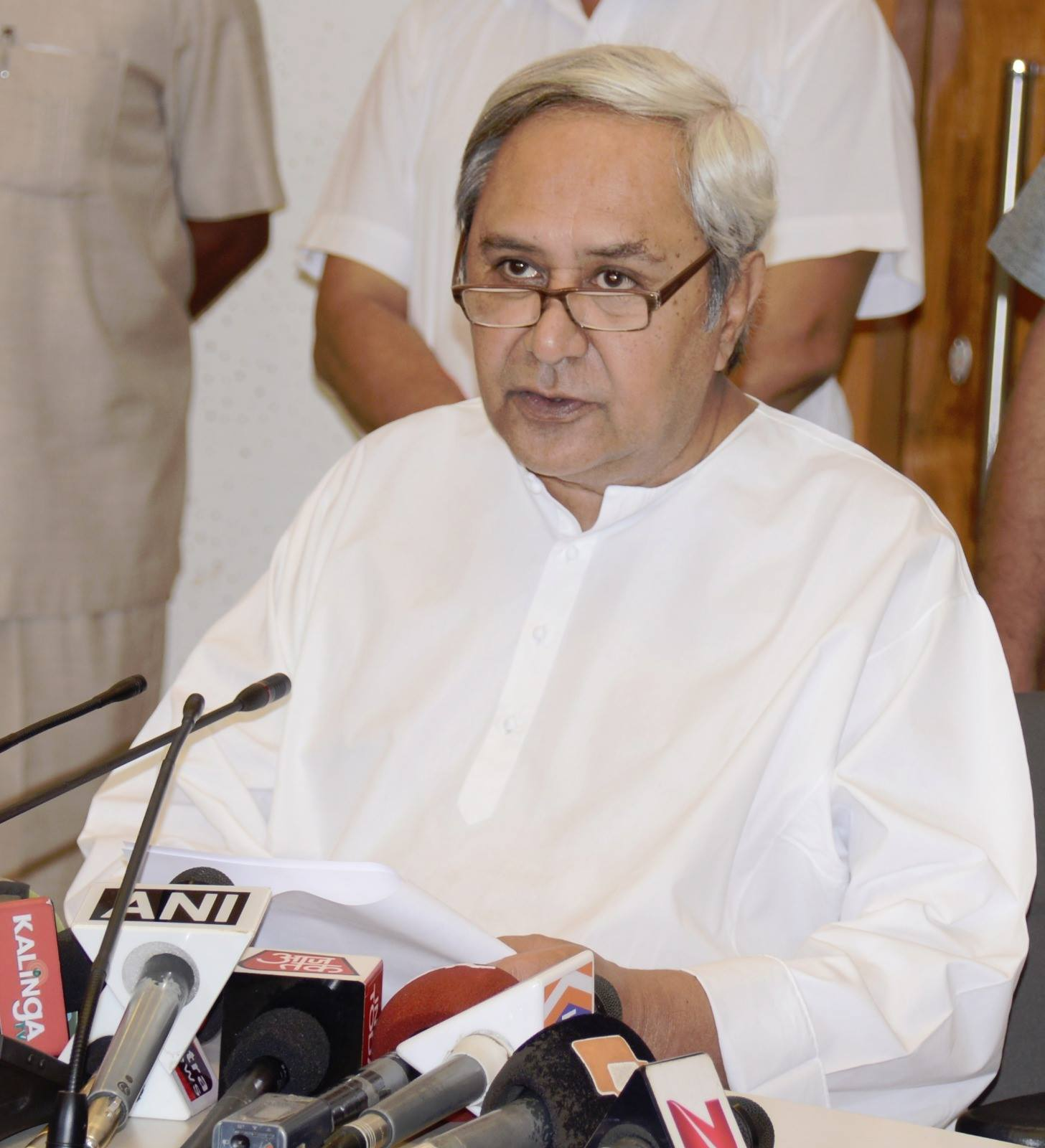
Naveen Patnaik

Naveen Patnaik (Oriya ନବୀନ ପଟ୍ଟନାୟକ; * 16. Oktober 1946 in Cuttack, Odisha, Indien) ist ein indischer Politiker und Schriftsteller. Er war vom 5. März 2000 bis 11. Juni 2024, d. h. für mehr als 24 Jahre Chief Minister des Bundesstaats Odisha.

## Leben
Seine Eltern sind der Politiker Biju Patnaik und Gyan Patnaik. Seine Schwester ist die Schriftstellerin Gita Mehta. Patnaik studierte an der University of Delhi. Im Jahr 1996 begann er zunächst im Rahmen der Janata Dal sich politisch zu engagieren. 1997 gründete er als Abspaltung von der Janata Dal die Partei Biju Janata Dal, deren Vorsitzender er seitdem ist (Stand: 2025). Die Partei etablierte sich als Regionalpartei in Odisha. Äußere Ursache für die Abspaltung waren Streitigkeiten, welche Partei bei der anstehenden Parlamentswahl durch Janata Dal unterstützt werden sollte, die Kongresspartei oder die Bharatiya Janata Party (BJP). Patnaik und mit ihm die Biju Janata Dal trat für eine Allianz mit der BJP ein. Im Jahr 1999 wurde Patnaik im Kabinett von Atal Bihari Vajpayee Minister für Bergbau und Bodenschätze. Ab 2000 war Patnaik Chief Minister von Odisha. Bei den folgenden Wahlen zum Parlament von Odisha 2004, 2009, 2014 und 2019 wurde die BJD unter Führung Patnaiks jeweils stärkste Kraft (ab 2009 mit absoluter Mandatsmehrheit) und Patnaik blieb ununterbrochen über mehr als 24 Jahre als Chief Minister im Amt. Erst bei der Wahl vom 1. bis 24. Juni 2024 erlitt die Biju Janata Dal eine Niederlage. Die bislang oppositionelle BJP gewann 78 der 147 Wahlkreise und stellte ab dem 12. Juni 2024 mit Mohan Charan Majhi den neuen Chief Minister Odishas.
Neben seiner politischen Tätigkeit ist Patnaik als Schriftsteller tätig und hat drei Bücher veröffentlicht. Eine Besonderheit ist, dass er die Landessprache Oriya nur mit einiger Mühe spricht und sich darin nicht frei ausdrücken kann, weil seine eigentliche Muttersprache das Englische ist. Bei politischen Versammlungen muss er seine Reden in Oriya in englischem Text vom Blatt ablesen und im Parlament von Odisha debattiert er auf Englisch.
Patnaik unterstützte die indischen Hockeynationalmannschaften der Herren und der Damen finanziell durch den Bundesstaat Odisha, wodurch eine Comeback des Rekordolympiasiegers bei den Olympischen Spielen 2020 in Tokio ermöglicht wurde, und brachte die Hockeyweltmeisterschaften 2018 nach Bhubaneswar sowie 2023 nach Bhubaneswar und Rourkela.

## Werke
- A Second Paradise: Indian Country Life 1590–1947
- A Desert Kingdom: The people of Bikaner
- The Garden of Life: An introduction to the Healing Plants of India